# Chute de Walcher
La chute de Walcher, en allemand Walcherfall, est une chute d'eau d'Autriche haute d'environ 500 mètres ce qui en fait l’une des plus hautes d'Europe. Elle se situe dans le Land de Salzbourg, près de Ferleiten.

## Sources